# Aqua Luna

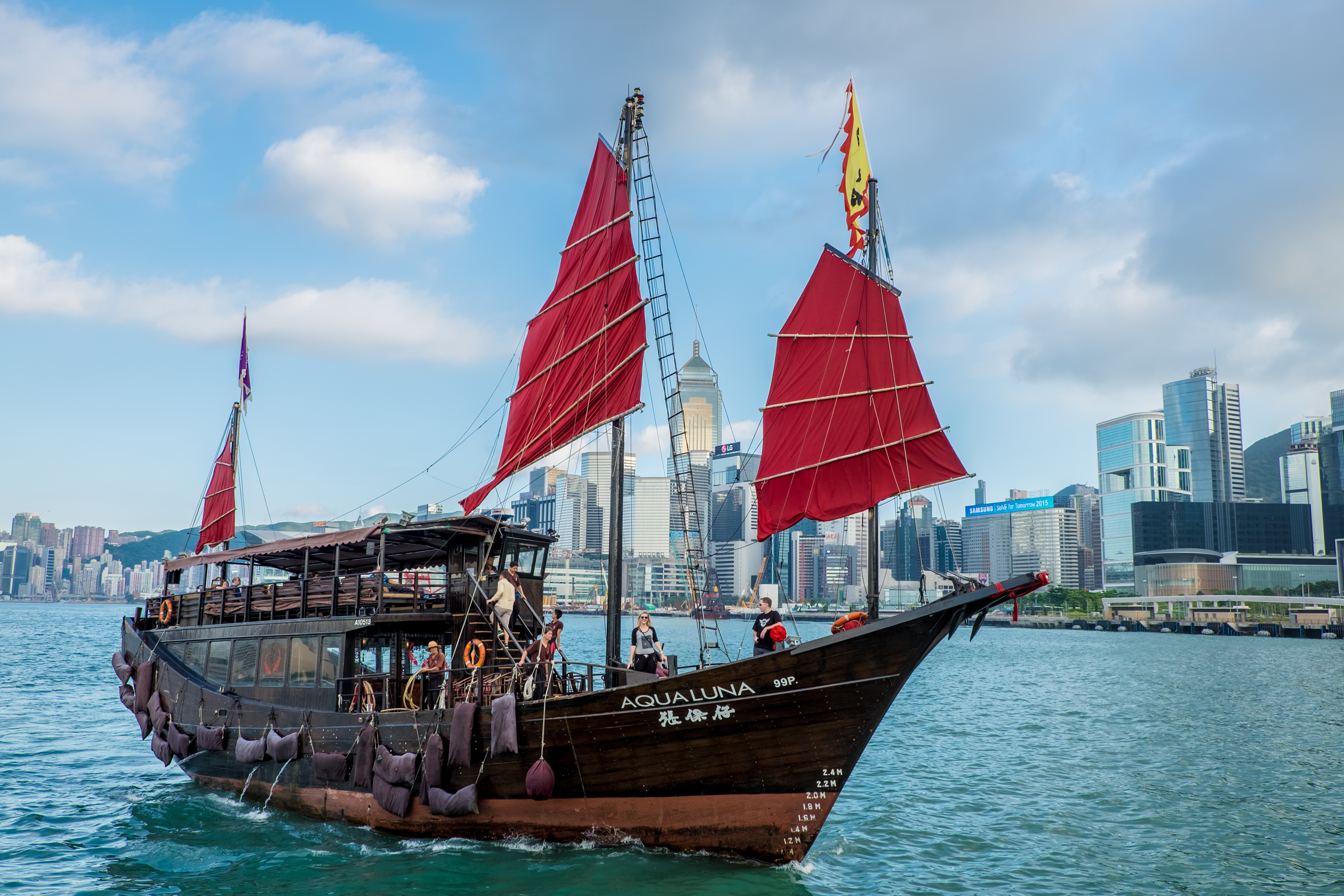
Aqua Luna au port de Victoria

La Aqua Luna, connu en cantonais sous le nom Cheung Po Tsai (張保仔), est une jonque chinoise en activité dans le port Victoria de Hong Kong. Elle fut lancée en 2006, et alors qu'elle porte le nom d'Aqua Luna en anglais, son nom cantonais lui vient du pirate du XIXe siècle Cheung Po Tsai.

## Construction
L'Aqua Luna a été construite de zéro; il a fallu 18 mois à un artisan Hong Kongais afin de la bâtir en utilisant les méthodes traditionnelles de construction navale sous la surveillance d'un ancien constructeur de 73 ans. Elle appartient au Aqua Restaurant Group. Elle dispose de deux ponts qui offrent 1 500 pieds carrés (140 m2) d'espace, et une cabine sur le pont supérieur avec des canapés et un bar sur le pont inférieur. Le navire peut accueillir 80 passagers en plus de l'équipage. Il fait 28 mètres (92 pieds) de long, et a trois voiles pourpres. Celles-ci sont purement décoratives, car la barge est motorisée,. On peut la louer pour 80 000 HK$.

## Utilisation
Le navire est utilisé pour des croisières autour du port de Victoria, avec des escales à Tsim Sha Tsui, Central, Wan Chai et Hung Hom au cours de la journée et Central et Tsim Sha Tsue dans la soirée. Il est également utilisé pour des excursions d'une journée à Stanley le week-end, ainsi qu'Aberdeen, Cheung Chau Island et Joss House Bay depuis 2011. La jonque est souvent photographiée dans les magazine, apparait sur les cartes postales et dans les émissions de télévision de Hong Kong. En 2011, à l'occasion de la journée mondiale du sida, le navire a été utilisé par Aids Concern pour une journée spéciale : des étudiants de Li Po Chun United World College ont été invités à bord et les conférences ont été données au sujet de la maladie.